# Thomas Cochrane (11e comte de Dundonald)
Pour les articles homonymes, voir Thomas Cochrane.
Thomas Barnes Cochrane, 11e comte de Dundonald (14 avril 1814 - 15 janvier 1885) est un noble écossais. 

## Biographie
Il est le fils de l'homme politique radical et marin Thomas Cochrane (10e comte de Dundonald). Enfant, il accompagne son père au Chili en tant que passager clandestin sur la frégate chilienne O'Higgins (1816). En février 1819, les O'Higgins tentent d'attaquer la ville de Callao, mais sont repoussés par les forteresses côtières. Il a failli être touché par un boulet de canon, qui a tué un marin à côté de lui.
Cochrane rejoint l'armée britannique et obtient finalement le grade de capitaine. Le 31 octobre 1860, il succède à son père en tant que 11e comte de Dundonald. Entre 1879 et 1885, il est pair représentant de l'Écosse.

## Mariage et enfants
Cochrane épouse, à l'ambassade britannique à Paris le 1er décembre 1847, Louisa Harriet MacKinnon, fille de William Alexander Mackinnon, député, de Mackinnon. La comtesse douairière de Dundonald (comme elle est connue après la mort de son mari) est décédée le 24 février 1902 dans sa 83e année. Ils ont sept enfants:
- Louisa Katherine Emma Cochrane, mariée à Edward O'Neill (2e baron O'Neill), décédée le 10 août 1942 (grand-mère de Terence O'Neill, Premier ministre d'Irlande du Nord).
- Alice Laura Sophia Cochrane, mariée à George Onslow Newton, est décédée le 8 décembre 1914.
- Elizabeth Mary Harriet Cochrane, célibataire, est décédée le 30 mars 1951.
- Esther Rose Georgina Cochrane.
- Thomas Alexander Cochrane, né le 10 avril 1851, est décédé à l'âge de 3 mois.
- Douglas Mackinnon Baillie Hamilton Cochrane, 12e comte de Dundonald.
- Thomas Cochrane (1er baron Cochrane de Cults) (père du maréchal en chef de l'Air de la Seconde Guerre mondiale, Ralph Cochrane).